# Волна Революции (Брянская область)
Волна́ Револю́ции — посёлок в Почепском районе Брянской области, входит в состав Чоповского сельского поселения.

## География
Посёлок находится в центральной части Брянской области, в зоне хвойно-широколиственных лесов, в пределах Полесской низменности, на расстоянии примерно 9 км (по прямой) к северо-западу от города Почеп, административного центра района.

### Часовой пояс
Посёлок Волна Революции, как и вся Брянская область, находится в часовой зоне МСК (московское время). Смещение применяемого времени относительно UTC составляет +3:00.

## История
Посёлок впервые упоминается в 1920-х годах. В 1926 году проживало 106 человек, действовал одноимённый колхоз. На карте 1941 года отмечен как поселение с 25 дворами.

## Население
| 2010 | 2013 |
| ---- | ---- |
| 3    | ↘2   |

### Национальный состав
Согласно результатам переписи 2002 года, в национальной структуре населения русские составляли 100 % из 14 чел.